# 岩原篤男
岩原 篤男（いわはら あつお）は、日本の吹奏楽指揮者。栃木県宇都宮市出身。

## 概要
国立音楽大学器楽科フルート専攻を卒業後、スイスに留学。
帰国後、栃木県内の高等学校の音楽教諭かつ吹奏楽部顧問として足利女子高校、宇都宮北高校、真岡高校、石橋高校を歴任し、退職。各校を全国大会や東関東大会などの出場に導いた。
元・東関東吹奏楽連盟理事、元・栃木県吹奏楽連盟副理事長。現在は公益社団法人日本吹奏楽指導者協会栃木県部会長、一般社団法人日本フルート協会代議員、真岡市子供未来育成事業・吹奏楽指導者を務める。

## 作品
CD
- 管楽１～日本管楽合奏コンテスト セレクション
  - 品番：BOCD-7151
  - 発売日：2003年03月25日
  - 発売元：ブレーン株式会社

- 全日本高等学校吹奏楽大会'99 Vol.3
  - 品番：SRCR-2454
  - 発売日：1999年10月21日
  - 発売元：ソニー・ミュージックレコーズ（Sony Records）